# 兎出血病
兎出血病（うさぎしゅっけつびょう、英: rabbit hemorrhagic disease）とは、兎出血病ウイルス感染を原因とする兎の感染症。
国際獣疫事務局においてリストB疾病に指定されている。日本では家畜伝染病予防法において届出伝染病に指定されており、対象動物は兎。なお、日本獣医学会の提言で法令上の名称が「兎ウイルス性出血病」から「兎出血病」に変更された。

## 特徴
兎出血病ウイルスはカリシウイルス科ラゴウイルス属に属するRNAウイルスである。接触伝播あるいは節足動物による機械的伝播により感染が成立する。致死率は高く、発熱、元気消失、食欲廃絶、神経症状などを示し、数日で死亡するが、症状を示すことなく突然死する場合もある。全身の諸臓器において出血が認められる。かつては生後8週間を過ぎた兎で特に重症化しやすかったが、2010年頃からは年齢を問わず発症する系統のウイルスが流行している。不活化ワクチンが開発されているが、日本では実用化されていない。治療法はないため、感染した兎は淘汰される。